# La Barillette
La Barillette är en kulle i Schweiz. Den ligger i distriktet Nyon och kantonen Vaud, i den västra delen av landet, 120 km sydväst om huvudstaden Bern. Toppen på La Barillette är 1 528 meter över havet. La Barillette ingår i Jurabergen.